# Evelyn Nieto
Evelyn Nieto (Ciudad de México, 13 de febrero de 1980) es una cantante, conductora y actriz mexicana. Ganadora en un programa de corte popular llamado Big Brother 3R en México. Antes de formar parte de este proyecto, su nombre artístico fue "Camila". Su carrera inició después de sus estudios en la universidad de Cambridge.

## Biografía
Evelyn de la Luz Nieto Aguirre es el nombre completo de Evelyn Nieto. Nació el 13 de febrero de 1980. Hija de padres divorciados, después de culminar sus estudios de bachillerato se inclinó por lo que le apasiona; ser cantante y compositora.
Empezó trabajando con un mariachi y cantando en bares. Logró firmar con una disquera y grabó un disco, pero lamentablemente pasaron dos años y el material no salió. En 2004 forma parte del elenco del programa de Televisa "Hospital El paisa" producido por Eugenio Derbez. haciendo el papel de una de las enfermeras sexys.
Para el año 2005 hace el casting para el Reality Show BIG BROTHER en su tercera edición mexicana denominada Big Brother 3R, donde causó gran polémica, fue una de las inquilinas más nominadas, pero debido a su forma de ser se ganó al público siendo salvada en cinco ocasiones y llegando a la gran final coronándose como triunfadora del certamen con más del 60% de las votaciones.Siendo la votación menos disputada en la historia de las finales de Big Brother México.
En ese mismo año el productor Salvador Mejía le da la oportunidad de hacer un papel en la telenovela La Madrastra, protagonizada por Victoria Ruffo y César Évora. Concluyendo su participación en dicha producción, posteriormente se estrena como conductora el programa Nuestra Casa por canal 4TV de Televisa supliendo a Raquel Bigorra quien se retiró del programa temporalmente para entrar a "La casa más famosa de México" Big Brother en su versión VIP.
En 2006 retoma su carrera como cantante viajando a Buenos Aires Argentina y audicionando en Latin American Idol, impresionando al jurado llegando a las etapas más avanzadas siendo una de 30 finalistas. Además graba un nuevo material discográfico sellado por Universal Music México titulado "Bésame". Del cual se hicieron famosos los temas "El Fantoche" y "Bésame". Todos los témas de este disco son de su autoría. En el año 2008 es invitada a formar parte del elenco de conductores del programa "Platanito Show" de Telehit siendo una de las "Bananenas". Al mismo año, se integra al elenco de la telenovela "Las tontas no van al cielo" protagonizada por Valentino Lanús y Jacqueline Bracamontes, interpretando a "Flor".
A finales del mismo año Evelyn continúa su carrera como actriz y es invitada a la puesta teatral "¡Que no se entere el presidente!" de los hermanos Freddy y Germán Ortega "Los Mascabrothers". Estos dos últimos proyectos son con los que continúa vigente, además de estar preparando ya su segunda producción discográfica de la cual se desprende el primer sencillo titulado "Se acabó" téma que el grupo Jeans lanzó con el título "La mujer maravilla". El tema fue originalmente escrito para Evelyn. Además es artista exclusiva del centro nocturno más importante de la Ciudad de México "Mascabrother Show Center" alternando sus participaciones con la obra de teatro "¡Que no se entere el presidente!".

## Trayectoria

### Programas
- Está Cañón con Yordi Rosado (2011) - Conductora invitada
- Platanito Show (2008 - 2010) - Conductora
- Tv de Noche (2008) - Jurado de canto
- Desmadruga2 (2008) - Reportera
- ¿Y ahora qué hago? (2007) - Mariana
- Nuestra Casa (2005) - Conductora
- Hospital El Paisa (2004) - "Enfermesera"

### Telenovelas
- La Madrastra (2005) - "Flor"
- Las tontas no van al cielo (2008) - "Flor"

### Reality Show's / Concursos
- Las 6 más bellas - Ganadora junto a Anahi Puente, Angelique Boyer, Maite Perroni, Dulce María, y Jacqueline Bracamontes.
- Duetos (2010) - Finalista
- Latin American Idol (2006) - Finalista
- Big Brother 3R (2005) - Ganadora

### Discografía
- Camila (2004)
- Bésame (2006)
- Evelyn (2010) (Pre- Producción)

### Teatro y musicales
- Las tandas del Principal (2010 - 2011)
- ¡Que no se entere el presidente! (2008 - 2009)
- Parte del Elenco de  "Mascabrother, Show Center" (2009)